# 朱屏 (嘉靖進士)
朱屏（？—？年），四川成都府漢州人，軍籍。

## 生平
中式四川鄉試舉人，嘉靖五年（1526年）丙戌科第三甲第五十五名進士。历任户部、工部郎中，出为湖广郧阳府知府，官至辽东行太仆寺少卿。